# Logic hình thức

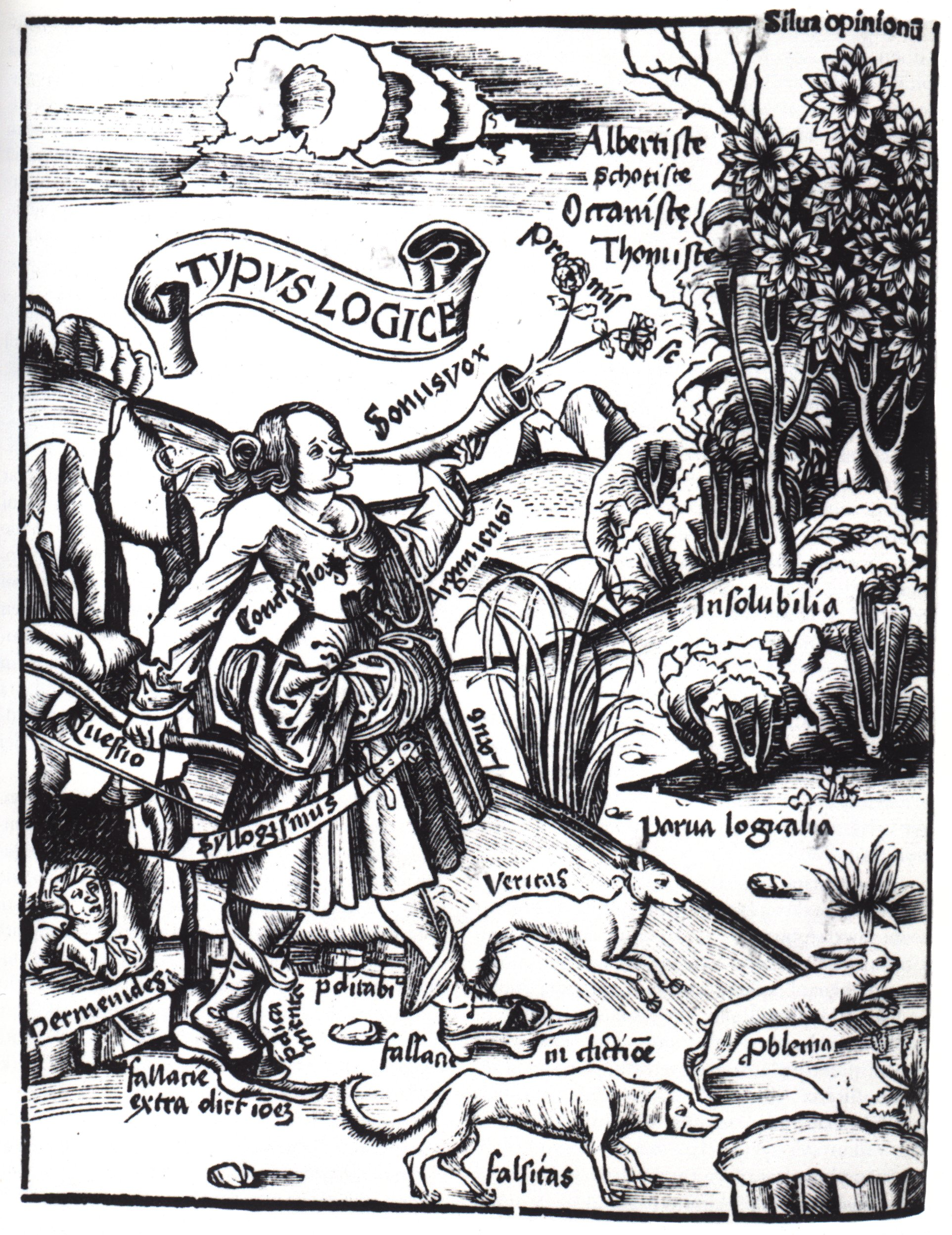

Logic hình thức còn được biết đến trong toán học như là logic ký hiệu là ngành khoa học nằm trong miền giao thoa giữa toán học và triết học tự nhiên. Logic hình thức sử dụng ký hiệu hình thức và các phép toán đại số cùng với các nguyên tắc nhất định về giá trị chân lý để nhằm xác định tính đúng đắn của các lập luận.

## Từ tam đoạn luận đến logic hình thức

### Lý luận diễn dịch (Deductive reasoning)
Logic là khoa học về lý luận đúng đắn. Theo Từ điển Webster, lý luận là "rút ra những luận giải hay kết luận từ các thực tế cho trước hay đã biết".
Lý luận diễn dịch và các cấu trúc của phép logic là một khoa học được nghiên cứu từ hàng ngàn năm trước. Một trong những nhà logic học đầu tiên và nổi tiếng nhất là nhà khoa học người Hy Lạp Aristotle (384-322 TCN.). Ông là học trò của nhà triết học Plato và là thầy dạy của Alexander Đại đế. Triết học của Aristotle có tầm ảnh hưởng rất sâu rộng trong triết học Phương Tây. Nó tác động từ thần học Công giáo La Mã cho tới triết học Phương Tây hiện đại. Trong hàng thế kỷ, phép logic của Aristotle nằm trong chương trình học của các luật sư và chính trị gia Phương Tây; nó được dùng để phân biệt giữa lập luận đúng với lập luận sai.
Theo quan điểm của Aristotle, logic là công cụ cần thiết để tra vấn, và ông đã xây dựng phép Tam đoạn luận. Tam đoạn luận là một lập luận bao gồm 2 mệnh đề được gọi là tiền đề (bao gồm đại tiền đề và tiểu tiền đề), và một kết luận là kết quả của tiền đề. Cho một tập hợp các tiền đề, nếu kết luận của lập luận là chắc chắn (nghĩa là đi tới một kết luận trong mọi trường hợp), lập luận được xem là đúng (có hiệu lực). Ngược lại nếu có một trường hợp mà kết luận không thể đạt được, lập luận là sai (không hiệu lực).
Một trong những ví dụ kinh điển về phép tam đoạn luận của Aristotle như sau:
1. Mọi người đều chết. (đại tiền đề)
2. Socrates là người. (tiểu tiền đề)

Do đó, Socrate cũng chết. (kết luận)
Phép lý luận diễn dịch này còn được gọi là modus ponens.
Lưu ý rằng, một lập luận đúng (có hiệu lực) không nghĩa là một kết luận là đúng sự thật. Một lập luận là đúng nếu kết luận là hiển nhiên trên cơ sở các tiền đề đã cho. Khi đề cập đến tính đúng của lập luận người ta đã không đề cập tới tính chân lý của tiền đề. Như vậy khi xem xét tới tính đúng của lập luận người ta đã không xem xét kết luận là đúng hay sai. Nói một lập luận là đúng chỉ có nghĩa là trên cơ sở các tiền đề đã cho, lý luận để đưa tới kết luận là hợp logic. Tuy nhiên, nếu tiền đề của một lập luận có hiệu lực là đúng thì kết luận của nó sẽ đúng.

### Khái niệm logic hình thức
Là hình thức môn học nghiên cứu những quy luật và hình thức cấu tạo chính xác của tư duy, nhằm đi tới hình thức đúng đắn hiện thực khách quan.

## Mệnh đề (Statements)
Tất cả các suy luận logic đều dựa trên mệnh đề. Mệnh đề là một phát biểu có thể đúng hoặc sai.

### Ví dụ
Trong các câu sau:
1. Công ty Apple sản xuất máy tính,
2. Công ty Apple sản xuất máy tính tốt nhất thế giới,
3. Bạn có mua máy tính IBM không?
4. Máy tính giá 20 triệu giảm giá 25% sẽ còn 10 triệu,
5. Tôi đang nói dối,

thì tương ứng với các tình huống sau:
1. Câu "Công ty Apple sản xuất máy tính" là sự thật. Do đó, nó là mệnh đề.
2. Câu "Công ty Apple sản xuất máy tính tốt nhất thế giới" là ý kiến. Nó có thể đúng hay sai tùy theo đối tượng. Do đó nó không là mệnh đề.
3. Câu "Bạn có mua máy tính IBM không" chỉ là một câu hỏi. Nó không thể đúng hay sai, do đó nó không là mệnh đề.
4. Câu "Máy tính giá 20 triệu giảm giá 25% sẽ còn 10 triệu" là sai. Do đó, nó là mệnh đề.
5. Câu "Tôi đang nói dối" Đây là một phát biểu tự mâu thuẫn – nghịch lý. Nếu tuyên bố là đúng, người nói đang nói dối. Nhưng khi nói lên sự thật này, người nói tự mâu thuẫn mình là đang nói dối. Ngược lại, nếu lời tuyên bố là sai, người nói đang nói thật. Như vậy lại tự mâu thuẫn với tuyên bố. Như vậy tuyên bố không phải là mệnh đề.

Truyền thống, logic ký hiệu sử dụng chữ thường như là ký hiệu cho mệnh đề. Các chữ cái hay dùng là p, q, r, s, t.

### Mệnh đề phức hợp và các liên kết logic
Trong Ví dụ trên, tính đúng sai của mệnh đề được xác định tương đối dễ dàng. Tuy vậy, trong thực tế tồn tại một số mệnh đề mà tính đúng sai của nó không dễ dàng xác định được. Mệnh đề như thế được gọi là mệnh đề phức hợp. Một mệnh đề phức hợp là mệnh đề chứa một hay nhiều mệnh đề đơn giản. Mệnh đề phức hợp có thể tạo thành bằng cách thêm từ không vào mệnh đề đơn hay nối 2 mệnh đề đơn bằng các liên từ như và, hoặc, nếu... thì..., chỉ nếu, và nếu và chỉ nếu.
Để xem xét rằng một mệnh đề phức hợp đúng hay sai ta phải xem xét cách mà các mệnh đề được liên kết. Tùy thuộc vào cách mà các mệnh đề được liên kết, mệnh đề phức hợp có thể có dạng: phủ định, hội, tuyển, kéo theo (hoặc điều kiện).

### Mệnh đề phủ định ~p (The Negation ~p)
Phủ định của mệnh đề được biểu diễn bởi ký hiệu ~. Phủ định thường được cấu thành bằng cách thêm liên từ không. Ví dụ, với mệnh đề "p: trời đang mưa." Phủ định sẽ là "~p: trời không đang mưa." Nếu trời đang mưa, mệnh đề p là đúng và ~p là sai. Tương tự, nếu trời không mưa, p là sai và ~p là đúng. 
Mệnh đề và phủ định của nó bao giờ cũng có giá trị chân lý trái ngược nhau: một mệnh đề là đúng thì mệnh đề kia phải sai. Bởi vì tính chân lý của phủ định luôn phụ thuộc vào chân lý của mệnh đề gốc, do đó phủ định được phân loại như mệnh đề phức hợp.

### Mệnh đề hội p ∧ q
Một mệnh đề hội bao gồm 2 hay nhiều mệnh đề được liên kết bằng từ và. Để biểu diễn liên từ và, người ta dùng ký hiệu ∧.

### Mệnh đề tuyển p ∨ q
Khi các mệnh đề được liên kết bằng từ hoặc/hay, ta có mệnh đề dạng tuyển. Mệnh đề dạng tuyển được kỳ hiệu bởi dấu ∨.

### Mệnh đề kéo theo p → q
Ta xem xét mệnh đề "Nếu trời mưa thì đường trơn". Mệnh đề này là mệnh đề phức hợp do nó được cấu thành từ 2 mệnh đề: p = "trời mưa" và q = "đường trơn"; mệnh đề được liên kết bởi cụm từ "nếu... thì...". Các mệnh đề có dạng này được gọi là mệnh đề kéo theo (hoặc mệnh đề điều kiện). p được gọi là giả thiết (hay tiền đề) của phép kéo theo, q được gọi là kết luận của phép kéo theo. Mệnh đề kéo theo được ký hiệu như sau: p → q.

## Bảng giá trị chân lý (Truth tables)
Giá trị chân lý của một mệnh đề là một phân loại mệnh đề đúng hoặc sai, ký hiệu bằng T(đúng) hoặc F(sai). Để thuận tiện cho việc xác định một mệnh đề phức hợp là đúng hoặc sai, người ta thường dùng bảng giá trị chân lý. Bảng giá trị chân lý liệt kê tất cả các tổ hợp có thể có của từng mệnh đề đơn cùng với giá trị chân lý của chúng cũng như của mệnh đề phức hợp. Sử dụng bảng giá trị chân lý ta có thể xác định được lập luận đúng hay sai.

### Giá trị chân lý của mệnh đề phủ định
Mệnh đề phủ định là phát biểu phủ nhận hoặc ngược lại với mệnh đề ban đầu. Do đó, nếu mệnh đề p là đúng thì phủ định ~p là sai. Ngược nếu p sai thì ~p là đúng. Ta có bảng giá trị chân lý cho mệnh đề phủ định ~p như sau:
| p | ~p |
| - | -- |
| T | F  |
| F | T  |

### Giá trị chân lý của mệnh đề hội
Phép hội kết nối hai mệnh đề bằng từ "và".
Để mệnh đề hội p ∧ q đúng, các mệnh đề p và q phải đúng. Do p và q có 2 khả năng giá trị chân lý (T hay F) do đó bảng giá trị chân lý có 4 hàng với chỉ duy nhất 1 hàng có p và q cùng đúng thì mới cho mệnh đề hội đúng.
| p | q | p ∧ q |
| - | - | ----- |
| T | T | T     |
| T | F | F     |
| F | T | F     |
| F | F | F     |

### Giá trị chân lý của mệnh đề tuyển
Phép tuyển kết hợp hai mệnh đề bằng từ "hay/hoặc". Để mệnh đề tuyển là đúng thì có ít nhất mệnh đề cấu thành phải đúng. Mệnh đề tuyển chỉ sai khi cả hai mệnh đề cấu thành đều sai.
| p | q | p ∨ q |
| - | - | ----- |
| T | T | T     |
| T | F | T     |
| F | T | T     |
| F | F | F     |

### Giá trị chân lý của mệnh đề kéo theo
Mệnh đề kéo theo p → q là sai chỉ xảy ra khi mệnh đề p đúng và mệnh đề q sai.
| p | q | p → q |
| - | - | ----- |
| T | T | T     |
| T | F | F     |
| F | T | T     |
| F | F | T     |

### Biểu thức tương đương (Equivalent expressions)
Hai biểu thức tương đương là hai biểu thức ký tự có các giá trị chân lý trùng nhau trong mọi trường hợp. Ta dùng ký hiệu p ≡ q để biểu đạt 2 biểu thức tương đương và được đọc là "p tương đương với q" hoặc "p và q tương đương". Vậy, (p ≡ q) có nghĩa là, p và q luôn có cùng một giá trị chân lý. Ta xem xét mệnh đề sau:
"Không phải là chiếc xe không mới"
Mệnh đề phức hợp trên được tạo thành từ mệnh đề p: "chiếc xe mới". Ta xây dựng bảng giá trị chân lý cho biểu thức ~(~p) và so sánh giá trị của nó với giá trị ban đầu p. Vì chỉ có 1 ký tự nên ta cần 21=2 hàng. Ta thấy rằng trong mọi trường hợp p và ~(~p) có cùng giá trị chân lý.
| p | ~ p | ~(~ p) |
| - | --- | ------ |
| T | F   | T      |
| F | T   | F      |

Vậy, p ≡ ~(~p)